# Khalkhas
Cet article concerne le peuple khalkha. Pour la langue khalkha, voir Mongol.
 (juillet 2016).
Si vous disposez d'ouvrages ou d'articles de référence ou si vous connaissez des sites web de qualité traitant du thème abordé ici, merci de compléter l'article en donnant les références utiles à sa vérifiabilité et en les liant à la section « Notes et références ».
Les Khalkhas (mongol : ᠬᠠᠯᠬ᠎ᠠ, API Khalkha : [ˈχaɬχ], cyrillique : халх, MNS : khalkh) sont un groupe ethnique des Mongols, dont fait partie la majorité de la population de la Mongolie et de la Mongolie-Intérieure.
Ils sont mentionnés pour la première fois au début du XVIe siècle, et l'on pense que leur nom vient de la rivière Khalkha (Халхын гол, Khalkhiin gol), à l'est de la Mongolie où ils étaient initialement établis.

## Histoire

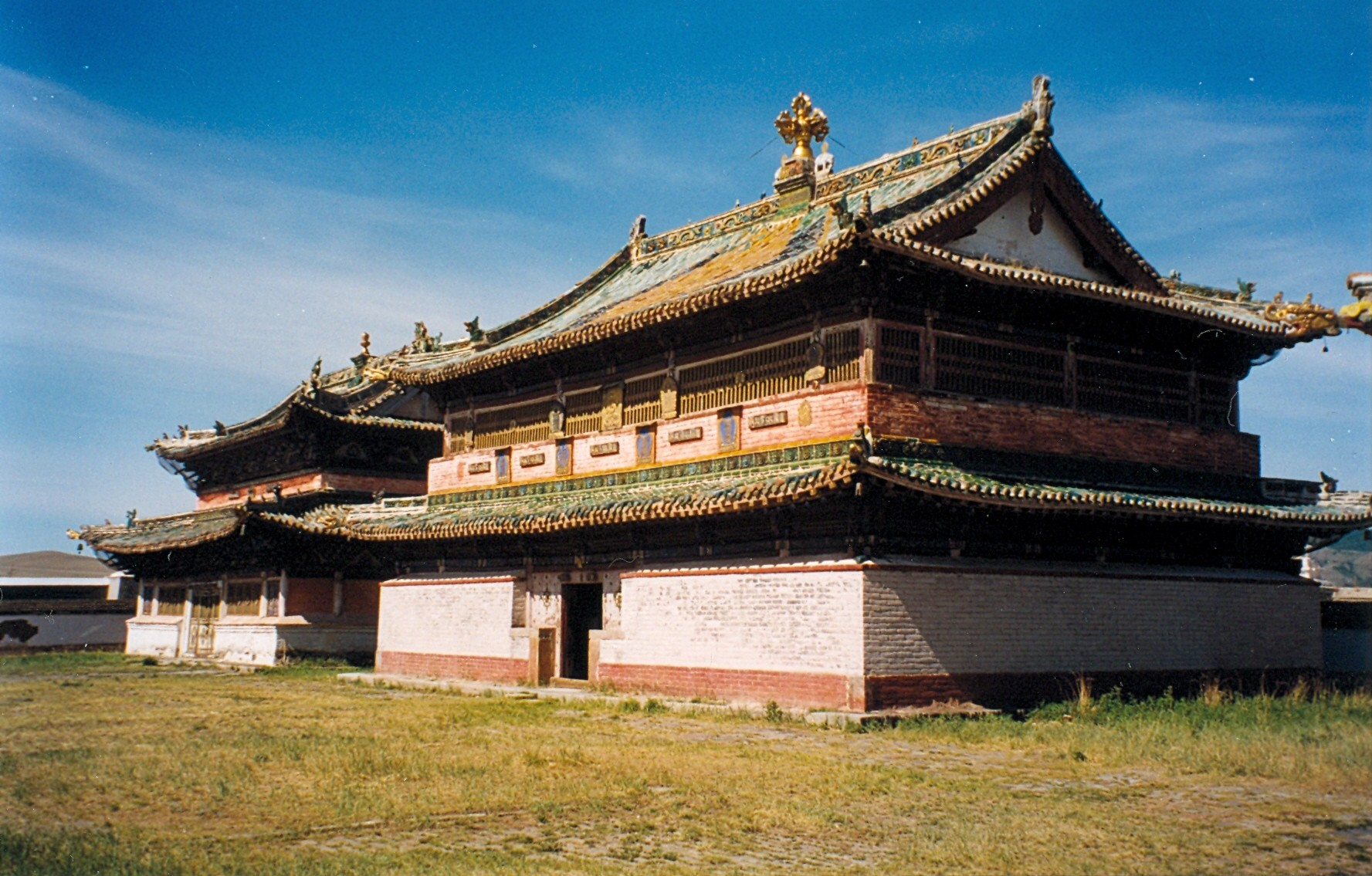
Le monastère d’Erdene Zuu, fondé au XVI par Abataï Saïn Khan, au cœur du pays des Mongols Khalkha.

Le toumen (« nation ») Khalkha est une fédération formée à l'initiative de Dayan Khan, à partir des peuples mongols vivant sur les actuels territoires de Mongolie centrale et du nord de la Mongolie-Intérieure. Ce groupe tribal mongol fut gouverné par des Gengiskhanides (les descendants de Gengis Khan), jusqu'au XXe siècle. Leur capitale était Karakoroum, et selon une tradition autochtone, ils auraient été chassés de leurs territoires originels, dans les Monts Khangaï : à chaque nouvel an, à la première pleine lune, tous les Khalkhas du sud accomplissent un rituel tourné dans la direction des Monts Khangaï (vers le nord-ouest) ; ce culte est effectivement exclusif aux khalkhas du sud. Les anciennes sources Mongoles, notamment « Les Perles » (Эрдэнийн эрих, Erdeniin erikh) indiquent précisément le territoire des différents groupes à l'époque de cette fédération, et les conditions dans lesquelles le toumen a vu le jour :
Refuge des montagnes de Hangaï

Bouclier (khalkha) contre les étrangers

Secours pour votre précieuse existence

Épée contre ceux qui viendront, rempart opposé à ceux qui <vous> cherchent

Le toumen Khalkha est vôtre.
Sous le règne de Dayan Khan, les Khalkha formèrent l'une des trois nations (ou toumen) de l'aile gauche des Mongols. Chaque toumen pouvait mobiliser une armée de 10 000 hommes et disposait d'une autonomie administrative.
Deux des fils de Dayan Khan, Altchou Bolad (cinquième né) et Geresendji, se partagèrent l'empire ; Altchou Bolad créa les cinq Khalkha (таван отог халх, tavan otog khalkh) du sud de la Mongolie, cependant que son frère fédérait les tribus du nord en sept Khalkha.
Les chroniques mongoles font référence à Geresendji comme le prince (Khong Tayiji) du Djalayir, ce qui semble impliquer que le noyau tribal du khalkha comprenait les descendants de la redoutable tribu Djalayir. Certains chercheurs vont même jusqu'à avancer que le Khalkha avait des liens ethniques avec les cinq puissantes tribus des Djalayir, des Onggirat, des Ikires, des Uruud et des Mangudaï, à l'origine de la Dynastie Yuan.

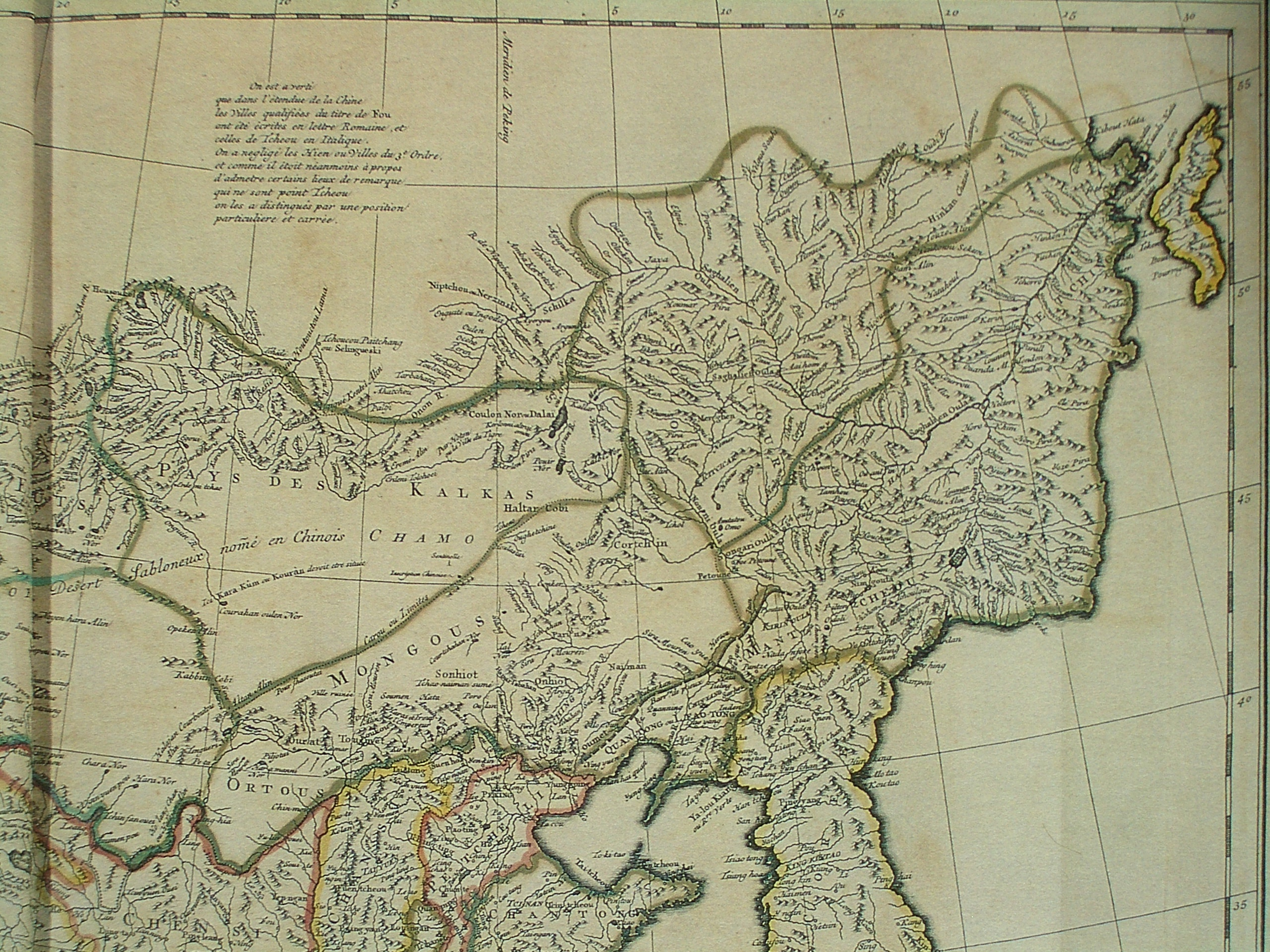
Le pays des Kalkas au sein de la Tartarie chinoise, extrait d'une carte dressée par Bourguignon d'Anville (1734), d'après les levés des Jésuites.

Le khalkha du sud regroupait cinq tribus : Djaroud, Baarin, Onggirat, Bayaud et Öjiyed. Ces tribus occupaient les alentours de la vallée de Shira Mören à l’est du Grand Khingan. Ils combattirent la puissance montante des Mandchous, qui cependant finirent par les subjuguer. À l'exception des tribus de Djaroud et de Baarin, le khalkha du sud se regroupa en royaume des Huit Bannières. La confédération de Djuu Ouda et la confédération d'Oulaantchab sont nées, elles, des sept khalkha du Nord.
Les Khalkha mongols jouèrent un rôle important dans l’histoire du Tibet. Abadai Khan, petit-fils de Dayan Khan, rencontra le troisième Dalaï Lama, Sonam Gyatso, en 1582, dont la réincarnation fut reconnue parmi les Mongols. Les Mongols se convertirent à la tradition bouddhiste Gelugpa, et avec l'appui du chef oïrate Güshi Khan (~1607 — 1655) qui se proclama monarque, le cinquième Dalaï Lama Lozang Gyatso devint gouverneur du Tibet.
Les Sept Khalkha étaient perpétuellement en lutte avec les Mongols Oïrats, dans l’ouest. Les descendants de Geresendji. Ils parvinrent à conserver leur indépendance vis-à-vis des Dzoungars jusqu'en 1688. Cette année-là, sur le point de succomber aux coups portés par le chef dzoungar Galdan, ils en appelèrent à l'empereur mandchou Kangxi, de la dynastie Qing. Celui ci met alors en place le régime des ligues et bannières sur la Mongolie-Extérieure. À partir de 1691, les trois dynasties dirigeant chacune une ligue (aïmag), sont Tüsheet khan, Zasagt khan et Setsen khan. En 1725 l'empereur Yongzheng affranchit Tsering de la dynastie de Tüsheet Khan, formant la dynastie des Sain Noyon khan.
À la chute de la dynastie Qing, en 1911, Certains Khalkha prirent la tête du pouvoir. Le Parti du peuple mongol soutenu par l'Union soviétique proclame l’état indépendant de la République populaire mongole, état satellite de l'Union soviétique, en Mongolie septentrionale en 1924.